# David Michaels
David Michaels – pseudonim dla autorów serii Splinter Cell, Ghost Recon, EndWar oraz H.A.W.X. Wszystkie powstały na podstawie stworzonych przez Ubisoft gier komputerowych i konsolowych sygnowanych nazwiskiem Toma Clancy’ego
W Stanach Zjednoczonych wydano jak dotąd sześć tomów cyklu (w Polsce tylko cztery pierwsze tomy) Splinter Cell, z których dwa pierwsze napisane zostały przez Raymonda Bensona. W 2006 roku Benson oficjalnie ogłosił, że kończy swój związek z serią. Trzecia i czwarta część napisane zostały przez innych autorów pod tym samym pseudonimem. Ostatnim znanym autorem korzystającym z tego pseudonimu jest Grant Blackwood, aktualny autor nie jest znany.

## Wydane książki

### autorstwa Raymonda Bensona
- Tom Clancy’s Splinter Cell (2004) – pod tytułem Kolekcjoner wydane w Polsce dwukrotnie w latach 2005 i 2006
- Tom Clancy’s Splinter Cell: Operation Barracuda (2005) – w Polsce pod tytułem Splinter Cell: Operacja „Barakuda” (2006)

### autorstwa Granta Blackwooda
- Tom Clancy’s Splinter Cell: Checkmate (2006) – w Polsce pod tytułem Splinter Cell: Szach-mat (2007)
- Tom Clancy’s Splinter Cell: Fallout (2007) – w Polsce pod tytułem Splinter Cell: Sojusz Zła (2008)
- Tom Clancy’s Splinter Cell: Conviction (2009)
- Tom Clancy’s Splinter Cell: Endgame (2009)

EndWar
- Tom Clancy’s EndWar (2008)
- Tom Clancy’s EndWar: The Hunted (2011)

Ghost Recon
- Tom Clancy’s Ghost Recon (2008)[3]
- Tom Clancy’s Ghost Recon: Combat Ops (2011)[4]

H.A.W.X
- Tom Clancy’s H.A.W.X. (2009)